# Sarbanissa poecila
Sarbanissa poecila là một loài bướm đêm trong họ Noctuidae.